# Archaeospheniscus wimani
Az Archaeospheniscus wimani a madarak (Aves) osztályának pingvinalakúak (Sphenisciformes) rendjébe, ezen belül a pingvinfélék (Spheniscidae) családjába és a Palaeeudyptinae alcsaládjába tartozó fosszilis faj.

## Tudnivalók
Az Archaeospheniscus wimani nemének a legidősebb faja, körülbelül a középső vagy késő eocén korszakban élt, ezelőtt 50-34 millió éve. Számos maradványa került elő. Kövületeit az Antarktiszhoz tartozó Seymour-szigeten lévő  La Meseta-formációban találták meg. Amellett, hogy nemének a legrégebbi faja, a 75-85 centiméteres magasságával egyben a legkisebb Archaeospheniscus-faj is. A szóban forgó madár, körülbelül akkora volt, mint egy modern átlagos méretű szamárpingvin (Pygoscelis papua).
A tudományos fajnevét, azaz a másodikat, a wimani-t Carl Wiman svéd őslénykutatóról kapta. Carl Wiman a 20. század első felében tevékenykedett és az őspingvinek rendszerezésében úttörő munkát végzett.

### Fordítás
- Ez a szócikk részben vagy egészben  az   Archaeospheniscus wimani című angol Wikipédia-szócikk ezen változatának fordításán alapul.  Az eredeti cikk szerkesztőit annak laptörténete sorolja fel. Ez a jelzés csupán a megfogalmazás eredetét és a szerzői jogokat jelzi, nem szolgál a cikkben szereplő információk forrásmegjelöléseként.